# Reggie Torian
Reggie Torian (né le 22 avril 1975) est un athlète américain spécialiste du 110 m haies. Il obtient le meilleur résultat de sa carrière en 1999 lorsqu'il remporte la médaille d'argent du 60 m haies des Championnats du monde en salle de Maebashi, derrière le Britannique Colin Jackson. 

## Records personnels
- 50 m haies : 6 s 43 (13/02/1999, Los Angeles)
- 60 m haies : 7 s 38 (27/02/1999, Atlanta)
- 110 m haies : 13 s 03 (21/06/1998, La Nouvelle-Orléans)

## Palmarès
- Championnats du monde en salle 1999 à Maebashi :
  -  Médaille d'argent du 60 m haies